# 혼곶

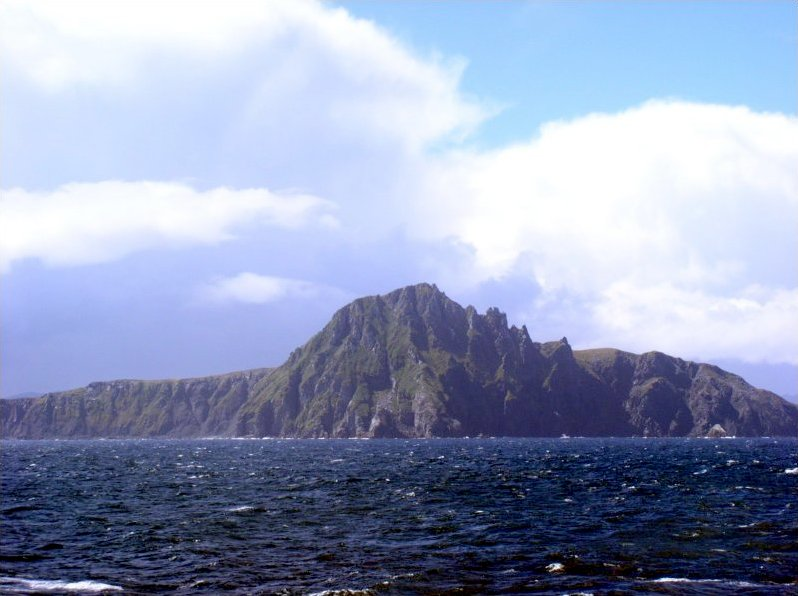
남쪽에서 바라본 혼곶

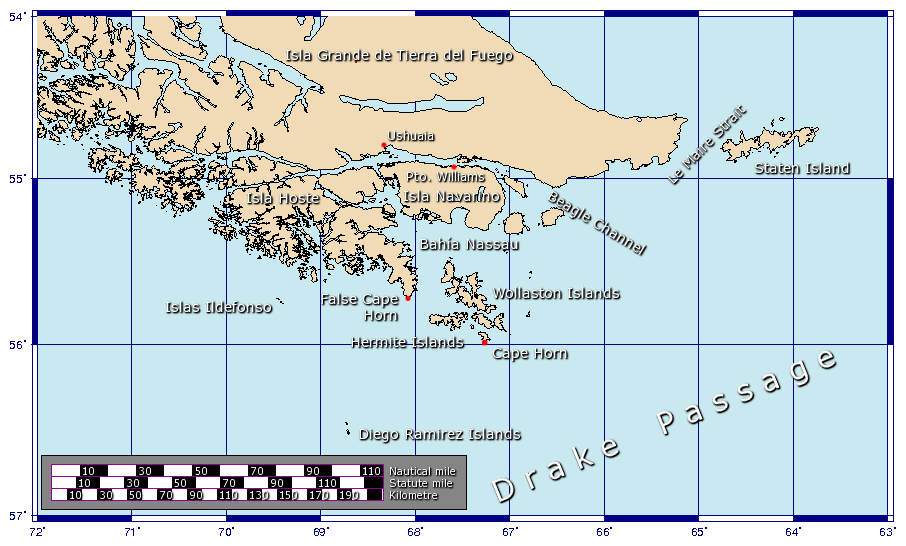

혼곶(Cape Horn, 네덜란드어: Kaap Hoorn, 스페인어: Cabo de Hornos)은 남아메리카 대륙 최남단에 위치한 곶이다. 칠레의 티에라델푸에고 제도에 위치하며, 지명은 네덜란드의 도시인 호른(hoorn)에서 유래하였다.
이 지역은 남아메리카 최남단으로 널리 인식되고 있으며, 세 개의 그레이트 케이프들(Great capes; 아프리카의 희망봉, 오스트레일리아의 루윈곶, 남아메리카의 혼곶) 중 가장 남쪽에 위치한다. 또한 드레이크 해협(Drake Passage)의 북쪽 경계를 이루고 있다. 이 곶은 오랫동안 세계를 돌며 무역을 행했던 범선들이 이용하던 클리퍼 루트(clipper route)의 이정표가 되었다.
하지만 혼곶 주변의 바다는 강풍과 큰 파도, 빠른 해류와 유빙 때문에 극히 위험하며, 이로한 위험 때문에 선원의 무덤으로 알려지게 되었다. 때문에 대항해 시대 때에는 선원들 사이에 희망봉 근처 방황하는 네덜란드인 유령선 괴담과 같은 '백의 노인'괴담이 있었는데, 조타수들이 파도를 조심하려고 뒤를 돌아볼때 배 뒤로 지팡이를 질질 끌며 흰 옷을 입은 노인이 바다 위를 걸어 배 뒤를 쫓아온다는 것이다.
1914년 파나마 운하가 개통되면서 선박들이 혼곶을 돌아가야할 필요성이 크게 줄어들었다. 하지만 혼곶 주위를 항해하는 것은 요트 항해에서 주요한 도전 과제이며, 몇몇 취미 항해자들이 이 항로를 이용한다. 때로는 세계 일주의 한 부분으로 이용된다. 비록 많은 수의 항해자들이 혼 섬을 지나기 위해 날씨가 화창해지기를 기다리고, 심지어 이 섬을 방문하거나 과거와 같이 이 곶을 돌아가기도 하지만, 대부분은 실제 곶보다 북쪽에 있는 운하를 이용한다. 몇몇 저명한 요트 경기에서, 특히 벤데 글로브(Vendée Globe) 같은 경기에서는 혼곶을 지나 세계일주를 하고, 이 항로를 활용한 세계일주 최고 속도가 기록된다.

## 같이 보기
- 희망봉